# من خوبم جک
من خوبم جک (انگلیسی: I'm All Right Jack) فیلمی در ژانر کمدی به کارگردانی برادران بولتینگ است که در سال ۱۹۵۹ منتشر شد. این فیلم در حقیقت، دنباله‌ای بر فیلم قبلی کارگردانان، پیشروی سرباز (۱۹۵۶) است. پیتر سلرز نقشی ماندگار در فیلم داشت و برایش، برنده جایزه بفتای بهترین بازیگر نقش اول مرد شد.

## بازیگران
- پیتر سلرز
- ریچارد اتنبرا
- مارگارت رادرفورد
- تری توماس
- مارنه مایتلند
- میلز مالسون
- جان کامر
- جان ون ایسین
- والی پچ
- هری لاک